# Kostel svatého Petra (Vrboska)
Kostel sv. Petra (chorvatsky Crkva sv. Petra, někdy označován též jako kaple, chorvatsky Crkvica sv. Petra) je kostelík ve městě Vrboska na ostrově Hvaru v Chorvatsku. Jedná se o chorvatskou kulturní památku číslo Z-4788.

## Historie
Kostel je poprvé zmiňován v roce 1331, jako hranice mezi obcemi Pitva a Vrbanja (obce Vrboska a Jelsa tehdy ještě neexistovaly). V roce 1469 byla kaple opravena pod patronátem patriarchy Harnotiće. V průčelí kostela je umístěna socha sv. Petra, která je dílem Nikoly Firentince (před 1430–1506). Kostel byl opraven v roce 1999.